# Quietus
Quietus — второй студийный полноформатный альбом группы Evoken, вышедший в 2001 году.

## Об альбоме
На момент записи альбома у музыкантов не было собственной студии и были ограничены финансовые возможности, группа отказалась от записи с заранее подготовленным песенным материалом. Музыканты писали произведения по отдельности, регулярно обмениваясь друг с другом.
На момент записи и выпуска альбома в состав группы входили: вокалист-гитарист Джон Парадизо, басист Стив Моран, клавишник Дарио «Нуминас» Дерна, а также гитарист Ник Орландо и барабанщик Винс Веркей. В качестве приглашенного музыканта выступила виолончелистка Сюзанна Басс.
Альбом содержит семь отдельных треков, общее игровое время Quietus составляет 1:03:10 часов. Альбом несколько раз переиздавался. Барабанщик Винс Веркей отвечал за графическую подготовку сопроводительного материала. Макет был сделан Стивеном О’Мэлли из Sunn O)))

## Список композиций
| №                   | Название                   | Длительность |
| ------------------- | -------------------------- | ------------ |
| 1.                  | «In Pestilence, Burning»   | 8:42         |
| 2.                  | «Withering Indignition»    | 8:55         |
| 3.                  | «Tending the Dire Hatred»  | 7:11         |
| 4.                  | «Where Ghosts Fall Silent» | 10:42        |
| 5.                  | «Quietus»                  | 10:48        |
| 6.                  | «Embrace the Emptiness»    | 12:55        |
| 7.                  | «Atrementous Journey»      | 4:14         |
| Общая длительность: | Общая длительность:        | 63:10        |

## Участники записи
- John Paradiso — гитара, вокал
- Nick Orlando — гитара
- Steve Moran — бас
- Vince Verkay — ударные
- Dario Derna — клавиши
- Suzanne Bass — сессионная виолончель
- Ron Thal — микширование, мастеринг